# Hala Bielsko-Biała
La Hala Widowiskowo-Sportowa w Bielsku-Białej est une salle omnisports située à Bielsko-Biała en Pologne.
Sa capacité est de 3 000 places assises permanentes (manifestations sportives), mais pour les autres types d'événements (culturels : concerts...) il est possible d'ajouter 1 500 sièges supplémentaires pour atteindre une capacité maximale de 4 500 places.